# Булгаков (Среднеахтубинский район)
Булгаков — хутор в Среднеахтубинском районе Волгоградской области России. Входит в состав Суходольского сельского поселения.

## География
Хутор находится в юго-восточной части области, в пределах Волго-Ахтубинской поймы, на левом берегу ерика Булгаков, на расстоянии примерно 15 километров (по прямой) к юго-юго-востоку (SSE) от посёлка городского типа Средняя Ахтуба, административного центра района. 
Уличная сеть хутора состоит из двух улиц (ул. Волжская и ул. Лесная).
Абсолютная высота — 9 метров ниже уровня моря.

Климат классифицируется как влажный континентальный с тёплым летом (согласно классификации климатов Кёппена — Dfa).
Часовой пояс
Хутор Булгаков, как и вся Волгоградская область, находится в часовой зоне МСК (московское время). Смещение применяемого времени относительно UTC составляет +3:00.

## История
В годы войны на хуторе были развёрнуты два военных госпиталя для участников Сталинградской битвы. 

### Административно-территориальная принадлежность
По состоянию на 1 января 1936 год хутор входил в состав Заплавинского сельсовета Среднеахтубинского района Сталинградского края (с 1936 года — Сталинградская область, с 1961 года — Волгоградская область). 
В 1945 году Булгаков входил в состав Краснооктябрьского сельсовета. Согласно решению исполнительного комитета Волгоградского областного Совета депутатов трудящихся от 31 мая 1968 года № 18/769 «Об изменении границ Краснооктябрьского, Суходольского и Октябрьского сельсоветов Среднеахтубинского района» хутор был передан из Краснооктябрьского сельсовета в состав Суходольского сельсовета.

## Население
| 2010 |
| ---- |
| 11   |

Гендерный состав
По данным Всероссийской переписи населения 2010 года в гендерной структуре населения мужчины составляли 45,5 %, женщины — соответственно 54,5 %.
Национальный состав
Согласно результатам переписи 2002 года, в национальной структуре населения русские составляли 94 %.

## Известные уроженцы, жители
- Брызгунов, Николай Егорович (1937—2002) — бригадир кузнецов—штамповщиков Волгоградского тракторного завода имени Дзержинского, Герой Социалистического Труда.

## Инфраструктура
Личное подсобное хозяйство с зоной сельскохозяйственного использования, индивидуальная застройка усадебного типа.
Основа экономики — сельское хозяйство.

## Достопримечательности
Братская могила советских воинов погибших в период Сталинградской битвы

## Транспорт
Хутор доступен автотранспортом.